# Academy of Nutrition and Dietetics
La Academy of Nutrition and Dietetics (Academia de Nutrición y Dietética) es la mayor organización estadounidense de profesionales de alimentos y nutrición, con cerca de 72 000 miembros. 
Aproximadamente el 72 % de los miembros de esta asociación son dietistas registrados y cerca del 2 % son técnicos dietistas registrados. El resto de los miembros de la Academia de Nutrición y Dietética incluye investigadores, educadores, estudiantes, profesionales dietéticos en los campos clínicos y de comunidades, especialistas y gerentes de servicios y prestaciones de alimentos.
La Academia de Nutrición y Dietética fue fundada como la Asociación Estadounidense de Dietética en 1917 en Cleveland (Ohio), por un grupo de mujeres liderado por Lenna F. Cooper y la primera presidenta de la ADA, Lulu C. Graves, quienes estaban dedicadas a ayudar al Gobierno a ahorrar alimentos y a mejorar la salud pública durante la Primera Guerra Mundial. En enero de 2012 cambió su nombre al actual.
Actualmente la sede se encuentra en Chicago (Illinois).